# Смит (окръг, Мисисипи)
Вижте пояснителната страница за други значения на Смит.
Окръг Смит (на английски: Smith County) е окръг в щата Мисисипи, Съединени американски щати. Площта му е 1650 km², а населението - 16 182 души (2000). Административен център е град Роли.